# 아이깁토스
아이깁토스(고대 그리스어: Αἴγυπτος)는 그리스 신화에 나오는 인물이다. 벨로스와 안키노에의 아들이자 다나오스의 형제이다. 벨로스는 다나오스에게 리비아를, 아이깁토스에게는 아랍을 주었는데, 아이깁토스는 이집트를 정복하여 이 땅에 자기의 이름을 붙였다. 그에게는 50명의 아들이 있었고, 다나오스에게는 50명의 딸(다나이스들)이 있었다. 후에 형제가 왕권을 둘러싸고 서로 싸운 끝에 다나오스는 딸들과 함께 아르골리스로 도망쳤는데, 아이깁토스의 아들들이 뒤쫓아와 딸들과의 결혼을 간청하였으므로, 다나오스는 할 수 없이 승낙하면서, 딸들에게는 신방의 잠자리에서 남편을 죽이라고 사주한다. 오직 첫딸 히페름네스트라만이 남편인 린케우스를 살렸다. 아이깁토스는 자식들의 운명을 슬퍼하며 왕위에서 물러나 아로뫼에 은퇴하여 지내다가 죽었다.